# Erneuerungsknospe

Einteilung abhängig von der Lage der Erneuerungsknospen

Als Erneuerungsknospen, auch Erneuerungsorgane, Innovationsknospen und Überdauerungsknospen genannt, bezeichnet man bei ausdauernden Kormophyten die Knospenanlagen, mit denen ungünstige Jahreszeiten (Kälte- oder Trockenperiode) oder Schadereignisse (Verbiss, Feuer) überdauert werden, welche anschließend zu einem vollständigen Trieb heranwachsen. Es werden nicht nur unterirdisch angelegte Erneuerungsknospen (bei Geophyten) von oberirdischen unterschieden, sondern auch die Lage zur Erdoberfläche und der Schutz der Erneuerungsknospen während einer durch Kälte oder Trockenheit bedingten Vegetationsruhe ist ein entscheidendes Kriterium zur Einteilung der Raunkiaer’sche Lebensformen.
Wie in der Graphik rechts zu sehen, wird unterteilt in:
- Phanerophyten
- Chamaephyten
- Hemicryptophyten
- Geophyten
- Therophyten

Im Gegensatz zu den Erneuerungsknospen haben die schlafenden Knospen eine deutlich anders gewichtete Aufgabe. Sie sind im Gegensatz zu den Erneuerungsknospen nicht automatisch für den Einsatz in der nächsten Saison oder nach der nächsten zyklisch auftretenden Störung (z. B. Feuer in Feuerökosystemen) vorgesehen, sondern sie werden nur bei unvorhergesehenen, recht massiven Schäden wieder aktiv und können ohne diesen Auslöser aber fast beliebig lange in Bereitschaft an der Pflanze verbleiben.